# 楊錦 (嘉靖進士)
楊錦（1534年—？），字尚綗，號月川，山東青州府益都縣人，軍籍，明朝政治人物。

## 生平
乙卯科（1555年）山東鄉試第二十二名舉人。嘉靖三十五年（1556年）中式丙辰科二甲第十八名進士。授汝州知州，岁祲请赈，全活万人。升户部员外郎，百姓攀留不得行。四十一年出为山西按察司佥事，分巡河東，历任河东、庆阳、蓟镇兵备道副使、参政，扬历边境，大著威名，隆庆四年升甘肃巡抚，前后军功，钦赏银币。七年，明神宗继位，吏科都给事中雒遵弹劾其不孝，被调外任，乃守制在籍。万历元年七月，阅臣汪道昆追论其事，乃禠职，冠带闲住。七次丁外艰，遂不复出。

## 家族
曾祖楊富，壽官；祖父楊鳳；父楊芬（1514年-1571年），字廷芳，累封中憲大夫陕西按察司副使；母張氏，累封太恭人。